# Израел Зангвил
Израел Зангвил (на английски: Israel Zangwill) е английски писател, драматург и общественик.

## Биография
Той е роден на 14 февруари 1864 година в Лондон в семейство на евреи, имигранти от Руската империя. През 1884 година получава бакалавърска степен от Лондонския университет.
Романът му „Децата на гетото“ (1892, „Children of the Ghetto: A Study of a Peculiar People“) и поредица от пиеси, сред които „Тигелът“ (1908, „The Melting Pot“), му донасят известност както в Англия, така и в Съединените щати. Зангвил поддържа активно различни обществени каузи, включително ционизма, като става основоположник на течението на териториализма.
Израел Зангвил умира на 1 август 1926 година в Мидхърст.